# Fort MacArthur
Fort MacArthur est une ancienne base de l'United States Army située à San Pedro, dans la zone portuaire de Los Angeles, en Californie.
Une petite partie reste utilisée à des fins militaires par l'United States Air Force en tant qu'annexe administrative et de logement de la base aérienne de Los Angeles (en).
Le fort porte le nom du lieutenant général Arthur MacArthur Jr.. Son fils, Douglas MacArthur, commandera plus tard les forces américaines dans le Pacifique pendant la Seconde Guerre mondiale.
Le site est inscrit au Registre national des lieux historiques depuis 1986.